# Fornham St Genevieve
Fornham St Genevieve is een civil parish in het bestuurlijke gebied St Edmundsbury, in het Engelse graafschap Suffolk. In 2001 telde het dorp 99 inwoners.